# ألونسوتيجي
بلدية ألونسوتيجي (بالإسبانية: Alonsotegi)‏ هي بلدية تقع في مقاطعة بيسكاي، التي تقع في منطقة الباسك شمالي إسبانيا.

## أعلام
- أندوني غويكيوتكسيا

## وصلات خارجية
- موقع رسمي